# Domenico Muratori

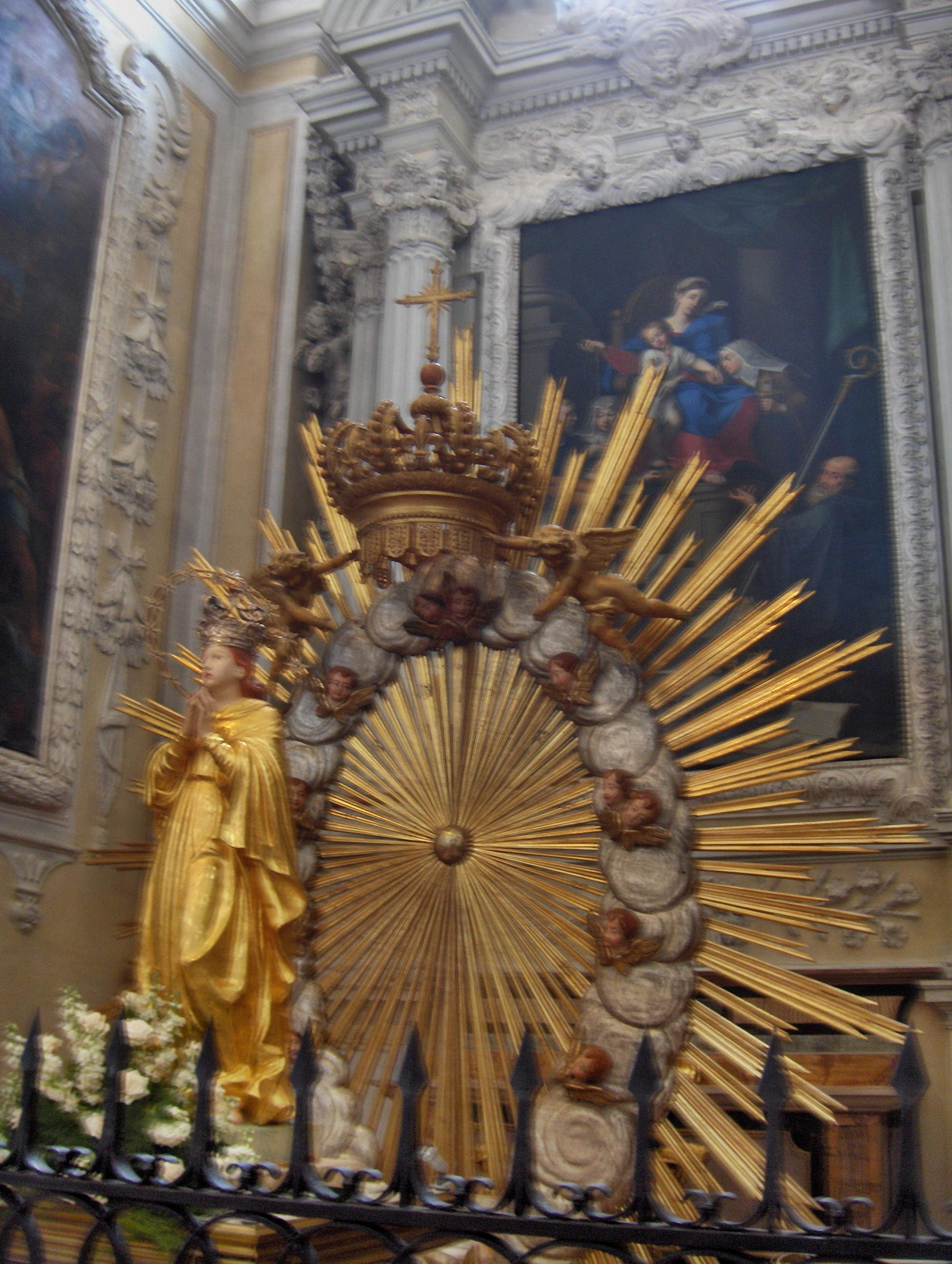
Capela de Nossa Senhora do Rosário (1603) Basílica de Santa Maria degli Angeli, Assis, Itália; acima do altar: Nossa Senhora do Rosário e dos santos (Domenico Maria Muratori)

Domenico Maria Muratori (1662 – 1744) foi um pintor italiano do final do século XVII e início do século XVIII, especializado em peças-de-altar. Nasceu em Vendrana, na comuna de Budrio. Estudou com Lorenzo Pasinelli e se firmou na tradição bolonhesa. Sua esposa, Teresa Scannabecchi, também era pintora e os dois se conheceram no estúdio de Giovanni Gioseffo dal Sole, onde ela estudava.
Entre suas obras estão uma peça-de-altar em Santa Maria degli Angeli, em Assis, os afrescos ("Vida de São João de Capistrano") da segunda capela de San Francesco a Ripa e uma peça-de-altar ( "Santa Praxedes Recolhendo o Sangue dos Mártires") em Santa Prassede, ambas em Roma.
Muratori morreu em Roma em 1744.